# Xenoperdix
Vous lisez un « bon article » labellisé en 2012.
Xénoperdrix
Genre
Xenoperdix, signifiant « perdrix étrange », est un genre d'oiseaux regroupant deux espèces de perdrix africaines appelées xénoperdrix. Elles mesurent une trentaine de centimètres de long, du bec à la queue. Endémiques de Tanzanie, elles vivent dans les forêts de montagnes, comme dans les montagnes de l'Udzungwa et dans les monts Rubeho.
Une première espèce, la Xénoperdrix des Udzungwa (X. udzungwensis) est décrite en même temps que le genre en 1994. En 2003, une seconde population est découverte et placée en tant que sous-espèce de udzungwensis sous la dénomination sub-spécifique obscuratus. En 2005, il est proposé de faire de cette population une espèce à part entière, la Xénoperdrix des Rubeho (X. obscuratus). Birdlife International et l'Union internationale pour la conservation de la nature n'appliquent pas cette dernière séparation, et ne reconnaissent qu'une espèce considérée comme « en danger ».

## Description
Les xénoperdrix mesurent environ 29 cm de long, dont 6 à 7 cm de queue. Elles pèsent 220 à 239 g, le mâle étant légèrement plus gros. Les parties supérieures sont d'un roux chaud, barrées de noires ; les parties inférieures sont grises et fortement tachetées de noir. La gorge et le sourcil sont orange-rouge. Le bec est rouge, les pattes et les doigts jaunes. Le plumage des juvéniles n'a pas été décrit.
La Xénoperdrix des Rubeho est globalement plus petite que la Xénoperdrix des Udzungwa, avec une plus petite queue. Les autres différences morphologiques entre les deux espèces de ce genre sont ainsi résumées par Bowie et Fjeldså :
| Caractère                        | Xénoperdrix des Udzungwa                                                     | Xénoperdrix des Rubeho                                                                                                   |
| -------------------------------- | ---------------------------------------------------------------------------- | --- |
| Aile pliée                       | 137,5–149,0 mm                                                               | 130,8–137,0 mm |
| Plus grande longueur de la queue | 68,0–73,0 mm                                                                 | 57,5–61,8 mm |
| Face                             | Principalement brun-orange                                                   | Brun-orange avec des mouchetures sombres denses                                                                          |
| Cou                              | Collier de plumes blanches pour la plupart, avec des taches noires variables | Pas de collier, mais plutôt un arc de taches noires sur la frontière entre le gris de la gorge et l'olive de la poitrine |
| Sous-caudales                    | Ocracées                                                                     | Légère trace d'ocre au bout des plumes seulement                                                                         |
| Rémiges secondaires              | Barrées de manière importante                                                | Barrées moins distinctement                                                                                              |
| Couvertures alaires              | Barrées de noir et d'ocre                                                    | Gris distinctif à sur les marges distales blanchâtres donnant un effet écaillé                                           |
| Rectrices                        | Larges de 15–20 mm                                                           | Étroites, 11–14 mm, les barres des plumes centrales moins distinctement noires                                           |

Les xénoperdrix ressemblent quelque peu au Francolin écaillé (Pternistis squamatus), mais celui-ci est plus grand et globalement plus sombre ; il ne vit par ailleurs pas en forêt.

## Écologie et comportement
Louis A. Hansen décrit le chant de ces oiseaux comme un teedli teedli sifflant, mais ils peuvent aussi émettre un cri doux et grave, ou un cri explosif lorsqu'il sont inquiétés. On entend surtout ces oiseaux le matin, et peut-être plus régulièrement au cours de la saison des pluies, qui correspondrait aux saisons de reproduction. Ces oiseaux se déplacent généralement en groupes, comptant de 3 à 13, généralement huit individus,.
Les xénoperdrix se nourrissent d'invertébrés comme des coléoptères et de graines, qu'elles trouvent dans la litière du sol des forêts. Très peu de choses sont connues de la reproduction de l'espèce ; on a tout au plus observé des adultes avec des jeunes fin novembre, début décembre et début janvier, la saison des pluies s'étalant de novembre à mars et correspondant à la saison de reproduction de ce type d'oiseaux. Les jeunes peuvent être vus toutes l'année, mais surtout de février à juillet.

## Répartition et habitat

Répartition du genre Xenoperdix en Tanzanie : en rouge, au nord, celle de la Xénoperdrix des Rubeho ; en bleu, au sud, celle de la Xénoperdrix des Udzungwa.

Les xénoperdrix ne se trouvent que dans les montagnes de l'Udzungwa et dans les hautes terres de Rubeho de la Tanzanie, où on ne les connaît que dans certaines localités. Elles vivent entre 1 300 et 2 400 m d'altitude. Dans les monts Udzungwa, on trouve cet oiseau dans les monts Ndundulu et Luhombero — une partie des premiers et l'intégralité des seconds étant inclus dans le parc national des monts Udzungwa — ainsi que dans le mont Nyumbanitu, de la réserve forestière du West Kilombero. 150 km plus au nord, la seconde espèce a été trouvée dans les monts Rubeho dans la forêt des monts Chugu.
Son habitat est constitué de vieilles forêts sempervirentes, notamment sur des terrains pentus et rocheux. Ces oiseaux vivent également en terrain plat, appréciant en particulier les sous-bois de Cyperus et de fougères. Si les forêts qui l'abritent comptent toujours des arbres du genre Podocarpus, d'autres essences dominent parfois, comme Hagenia abyssinica. Les oiseaux se perchent au repos dans les arbres et les buissons entre quatre et huit mètres au-dessus du sol, en groupes comptant plus d'une dizaine d'individus.

## Taxinomie et systématique
Le genre Xenoperdix est décrit en 1994 par Lars Dinesen et quatre coauteurs, après la découverte en 1991 dans les montagnes de l'Udzungwa d'une nouvelle espèce de phasianidé qui forme l'espèce type du genre, X. udzungwensis. Sa découverte est alors décrite comme l'une des plus grosses surprises des dernières années pour le monde de l'ornithologie.
En mars 2000, Jacob Kuire découvre l'espèce avec surprise dans les monts Rubeho ; il capture des adultes en décembre 2000 (6° 50′ S, 36° 34′ E) et en janvier 2001. Il décrit cette nouvelle population de xénoperdrix comme une sous-espèce de X. udzungwensis, sous le nom de X. udzungwensis obscuratus en 2003 avec Jon Fjeldså, un des auteurs de X. udzungwensis et du genre. Le genre reste donc monotypique jusqu'à ce que la population des monts Rubeho soit reconnue comme une espèce distincte, à la suite d'un examen de ses caractéristiques morphologiques et moléculaires. Le flux de gènes entre ces deux populations semblent nul, d'autant que la zone intermédiaire relativement aride entre les deux massifs où vivent les différentes populations semble peu propice à abriter ces phasianidés.
Birdlife International, comme l'Union internationale pour la conservation de la nature, considèrent cependant ces différences mineures et n'adoptent pas la scission. Les auteurs de la scission arguent cependant l'isolement géographique des deux populations, leur séparation génétique et morphologique, et insistent sur le fait que le statut d'espèce est cruciale pour la protection d'une entité biologique, craignant qu'un simple statut de population relique isolée cause la perte de celle-ci.
- - Numididae (pintades)
  - 
    - Odontophoridae (colins)
    - Phasianidae
      - Arborophilinae
        - Xenoperdix
        - 
          - Rollulus
          - Arborophila

      - 
        - Coturnicinae
        - 
          - 
            - Pavoninae
            - Gallininae

          - 
            - 
              - Meleagridinae
              - Tetraoninae

            - Phasianinae

Selon le Congrès ornithologique international, deux espèces sont ainsi reconnues :
- Xenoperdix udzungwensis Dinesen, Lehmberg, Svendsen, Hansen & Fjeldså, 1994 – Xénoperdrix des Udzungwa, vivant dans les montagnes de l'Udzungwa, doit sa dénomination spécifique à ces derniers ;
- Xenoperdix obscuratus Fjeldså & Kuire, 2003 – Xénoperdrix des Rubeho, Xénoperdrix obscure, qui vit dans les monts Rubeho, doit son épithète spécifique, obscuratus, à son collier diffus et tacheté, plutôt discret par rapport à la sous-espèce nominale[15].

Le genre Xenoperdix est dès sa description rapproché des genres de perdrix des forêts primitives des régions asiatiques, Arborophila et Rollulus. Des données moléculaires recueillies en 2006 confirment ce regroupement avéré monophylétique, les auteurs proposant de créer une sous-famille des Arborophilinae pour les regrouper de manière plus précise que l'actuelle des Perdicinae. Il semblerait donc que l'ancêtre commun à ces différents groupes d'oiseaux ait colonisé l'Afrique au début du Miocène, lors de la brève fermeture de la Téthys.

## Menaces et protection
En 1994, lors de la découverte de X. udzungwensis, l'Union internationale pour la conservation de la nature considère l'espèce comme « en danger », et réitère ce classement en 1996. En 2000, son statut est revu à « vulnérable », soit un niveau de menace moindre, mais les révisions de 2004, 2007 et 2008 rétablissent ce statut à « en danger ». L'espèce X. obscuratus ne figure pas sur la liste rouge de l'UICN comme espèce à part entière, puisqu'elle est toujours considérée comme sous-espèce de udzungwensis, mais est également décrite comme en danger et méritant une attention particulière pour sa conservation.
Les xénoperdrix ont une petite aire de répartition, couvrant environ 580 km2, et on estime que leur population compte 2 000 à 2 700 individus matures. Ces effectifs ne sont ni en déclin ni en augmentation, mais varient d'une année à l'autre. Les menaces planant sur ces oiseaux sont principalement la chasse par piégeage, qui même à un petit niveau peut s'avérer grave pour la démographie de ces espèces, les perturbations de la forêt par l'humain ou par les éléphants, les feux de forêt et la disparition de leur habitat les rendant encore plus sensibles aux menaces précédentes. On a également observé un cas de prédation par une genette (Genetta sp.) sur ces oiseaux. Une meilleure connaissance de l'écologie et des effectifs des xénoperdrix serait utile pour mettre au point des stratégies de conservation adaptées.